# Grand Prix Cycliste de Montréal 2019
Il Grand Prix Cycliste de Montréal 2019, decima edizione della corsa, valido come trentaseiesima prova dell'UCI World Tour 2019 categoria 1.UWT, si svolse il 15 settembre 2019 su un percorso di 219,6 km a Montréal, in Canada. La vittoria fu appannaggio del belga Greg Van Avermaet, che ha completato il percorso in 6h09'38" alla media di 35,65 km/h precedendo l'italiano Diego Ulissi e lo spagnolo Iván García Cortina.
Sul traguardo di Montréal 97 ciclisti, su 146 partenti, hanno portato a termine la manifestazione.

## Squadre e corridori partecipanti
Hanno partecipato alla competizione 21 squadre: oltre alle 18 formazioni World Tour, gli organizzatori hanno invitato due team con licenza Professional Continental: Israel Cycling Academy e Rally UHC Cycling, con l'aggiunta della nazionale canadese. 
| N.      | Cod. | Squadra               |
| ------- | ---- | --------------------- |
| 1-7     | SUN  | Team Sunweb           |
| 11-17   | DQT  | Deceuninck-Quick-Step |
| 21-27   | BOH  | Bora-Hansgrohe        |
| 31-37   | CPT  | CCC Team              |
| 41-47   | ALM  | AG2R La Mondiale      |
| 51-57   | TBM  | Bahrain-Merida        |
| 61-67   | INS  | Team Ineos            |
| 71-77   | UAD  | UAE Team Emirates     |
| 81-87   | AST  | Astana Pro Team       |
| 91-96   | LTS  | Lotto Soudal          |
| 101-107 | GFC  | Groupama-FDJ          |

| N.      | Cod. | Squadra                |
| ------- | ---- | ---------------------- |
| 111-117 | EF1  | EF Education First     |
| 121-127 | TJV  | Team Jumbo-Visma       |
| 131-137 | TFS  | Trek-Segafredo         |
| 141-147 | MOV  | Movistar Team          |
| 151-157 | MTS  | Mitchelton-Scott       |
| 161-167 | TKA  | Team Katusha Alpecin   |
| 171-177 | TDD  | Team Dimension Data    |
| 181-187 | ICA  | Israel Cycling Academy |
| 191-197 | RLY  | Rally UHC Cycling      |
| 201-207 | CAN  | Canada                 |

## Ordine d'arrivo (Top 10)
| Pos. | Corridore           | Squadra      | Tempo    |
| ---- | ------------------- | ------------ | -------- |
| 1    | Greg Van Avermaet   | CCC          | 6h09'38" |
| 2    | Diego Ulissi        | UAE          | s.t.     |
| 3    | Iván García Cortina | Bahrain-Mer. | s.t.     |
| 4    | Tim Wellens         | Lotto        | s.t.     |
| 5    | Michael Valgren     | Dimension    | s.t.     |
| 6    | Kristian Sbaragli   | Israel       | s.t.     |
| 7    | Rui Costa           | UAE          | s.t.     |
| 8    | Michael Woods       | Educ. First  | s.t.     |
| 9    | Nans Peters         | AG2R         | s.t.     |
| 10   | Bauke Mollema       | Trek         | s.t.     |